# Ahmed Taoufik El Madani
Ahmed Taoufik El Madani (en árabe, أحمد توفيق المدني ) nació en Túnez el 1 de noviembre de 1898 y murió en Argelia el 18 de octubre de 1983, a los 84 años. Fue un político e historiador involucrado principalmente en la política de Argelia.

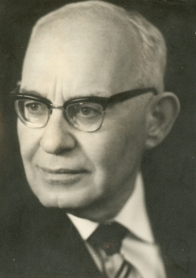
Ahmed Taoufik el Madani

## Biografía

### Familia
El abuelo de El Madani, Ahmad bin Mohammed al-Madani Molda, al-Qubai al-Garnati al-Sharif, de origen turco, abandona Argelia tras el fracaso de la revuelta Mokrani  (en árabe, مقاومة الشيخ المقراني) en 1871, una de las insurrecciones contra la colonización francesa (en árabe, الاستعمار الفرنسي للجزائر), de 1830 a 1962, en la que también participó el padre de El Madani, Mohamed Ben Ahmed. La familia se establece en Túnez, donde Mohamed Ben Ahmed contrae matrimonio con Aicha Bouiraz, también de origen argelino. Fruto de esa relación nace Ahmed Taoufik El Madani el 1 de noviembre de 1898. 

### Juventud tunecina

#### De la Zitouna a la prisión
El Madani empieza a asistir al colegio con cinco años y en 1909 entra en la escuela privada coránica Khaldun, bajo la enseñanza de Hassan Hassani Andelouaheb, miembro de la Academia Árabe. Tras iniciar sus estudios en la Universidad Zituna (جامعة الزيتونة), comienza muy joven a tomar parte activa en la lucha contra la ocupación francesa de Túnez, a través del Comité de Jóvenes Revolucionarios de Túnez. Junto a otros estudiantes, es detenido el 14 de febrero de 1915 acusado de socavar la soberanía nacional. Tras casi cuatro años de prisión, donde se dedica a leer y a perfeccionar su francés, su abogado, también de origen argelino, consigue su liberación aludiendo a la escasa edad de El Madani en el momento de la detención. Según los hijos de El Madani, y con motivo de la ausencia de un registro civil en Túnez, la fecha oficial de nacimiento es el 16 de junio de 1899.

#### De la prisión a la fundación del Destour
El Madani es liberado en el mes de noviembre de 1918 y en 1920 funda el Partido liberal constitucional, conocido como Destour (en árabe, الحزب الحر الدستوري) junto a un grupo de notables de la élite social tunecina formado por burócratas, abogados, médicos, periodistas y comerciantes. El Madani es especialmente conocido por entrar clandestinamente en el cuartel de la kasbah de Túnez para reencontrarse con el líder de la formación, Abdelaziz Thâalbi (عبد العزيز الثعالبي), preso por escribir el manifiesto “La Tunisie martyre. Ses revendications” (en árabe,  تونس الشهيدة). Este período estuvo marcado por una intensa actividad política y periodística, en la que colaboraba con una gran cantidad de artículos, estudios y publicaciones. Con la intención de poner fin a la actividad nacionalista de El Madani, el Secretario General francés notifica su expulsión de Túnez, que abandona el 5 de julio de 1925.

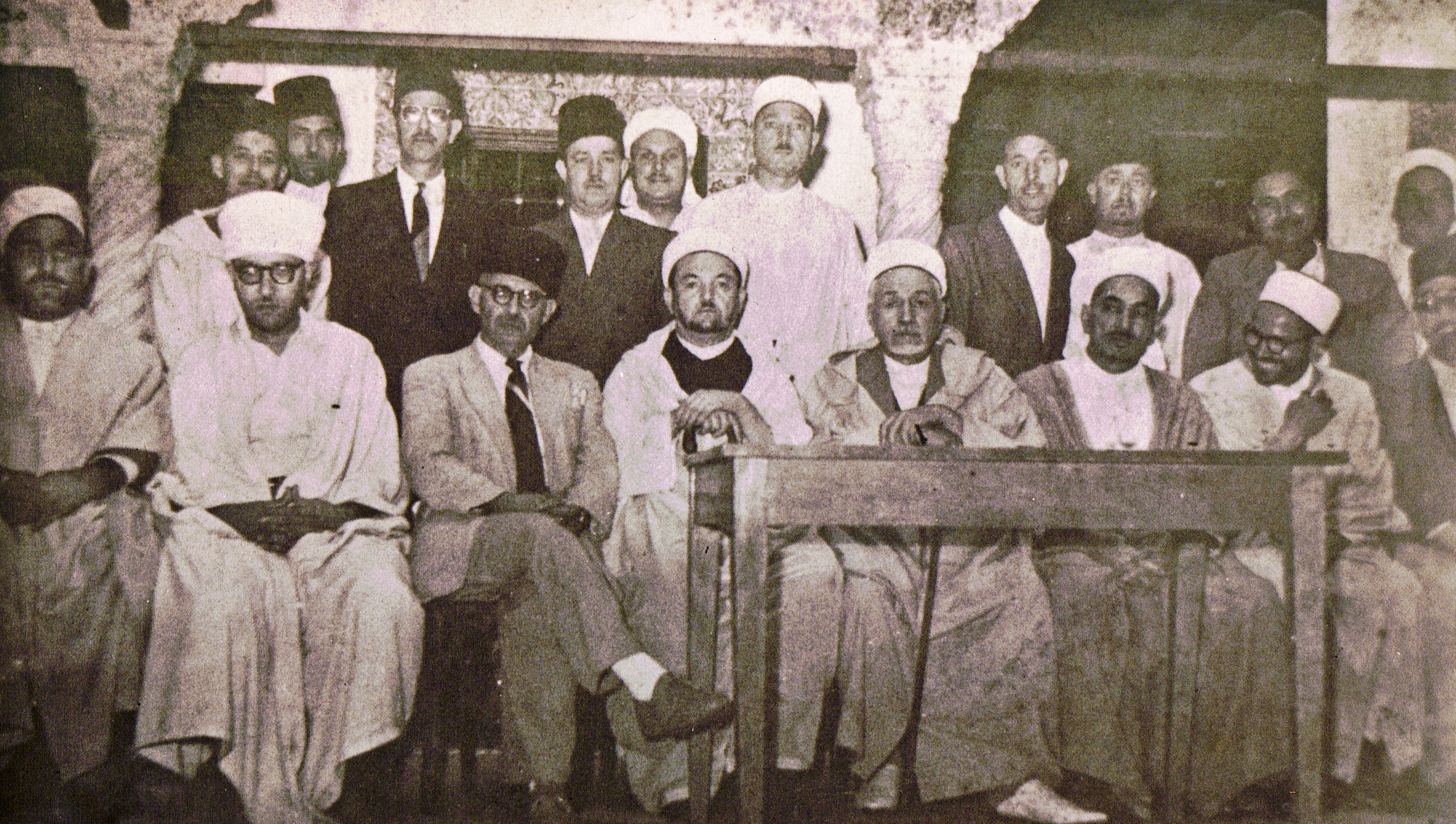
Consejo de administración de la asociación (final de los años 50). De derecha a izquierda, Naïmi Naïm, Cheikh Abbas Bencheikh el Hocine, Ahmed Taoufik El Madani, Larbi Tebessi, Mohamed Bachir El Ibrahimi, Mohamed Khireddine, Abdellatif Soultani, Ahmed Bouchmel. Debout : un inconnu, un inconnu, Baaziz Benomar, Ahmed Hammani, Aboubakr Laghouati, Djilali El Farissi, Abdelkader El Maghribi, Ahmed Sahnoune, Hamza Boukoucha, y un desconocido.

### Argelia
A su llegada a Argel, El Madani continúa su lucha en el plano político, sociológico y cultural, adaptando su experiencia en Túnez a la situación de Argelia que, bajo la colonización francesa establecida en 1830, tenía estatuto de departamento francés. En 1926 contribuye a la creación del "Círculo del Progreso", que tendrá un papel principal en el desarrollo de la vida árabe y musulmana en Argelia. En 1931 participa en la creación de la Asociación de Ulemas Reformistas de Argelia (en árabe  : جمعية العلماء المسلمين الجزائريين ), cuyo lema era  "El Islam es nuestra religión, el árabe es nuestro idioma y Argelia es nuestro país" (en árabe, «الإسلام ديننا و العربية لغتنا و الجزائر وطننا»). Bajo el liderazgo de Abdelhamid Ben Badis (en árabe: عبد الحميد بن باديس), escribe los estatutos y el programa de actividades de la asociación, de carácter religioso y político. En 1931 se convierte en editor político de la revista Al Shihab y más tarde en editor jefe de Al Basa'ir. En 1952 es nombrado secretario permanente del Frente Argelino para la Defensa y el Respeto de la libertad (FADRL). En noviembre de 1954 participa en la fundación del Frente de Liberación Nacional (FLN), (en árabe, جبهة التحرير الوطني), donde es nombrado presidente de la Oficina de Asuntos Árabes.

### Egipto
En marzo de 1956, El Madani vuela a El Cairo para integrarse como miembro del comité de Egipto del FLN. Se hace responsable de la oficina especial de asuntos árabes. Dos años después de su llegada a Egipto, en septiembre de 1958, participa en la creación del "Gobierno Provisional de la República de Argelia" (GPRA), (en árabe, الحكومة المؤقتة للجمهورية الجزائرية), brazo político del FLN. Tras la constitución del Primer Gobierno del GPRA (en árabe, التشكيلة ال) del 19 de septiembre de 1958 al 18 de enero de 1960, presidido por Ferhat Abbas (en árabe, فرحات عباس ), El Madani es nombrado Ministro de Asuntos Culturales, a cargo de las relaciones con los países árabes.
El 18 de enero de 1960 comienza, tras el congreso de Trípoli,  el Segundo Gobierno Provisional del GPRA (en árabe, التشكيلة الثانيـة), que se extenderá hasta el 9 de agosto de 1961. En esta segunda etapa El Madani es nombrado jefe de la misión diplomática de la República Árabe Unida (UAR) y delegado permanente en la Liga Árabe. Permanece en el cargo hasta la declaración de independencia de Argelia el 3 de julio de 1962, después de 132 años de colonización y casi ocho años de guerra.

### Argelia Independiente
El 25 de septiembre de 1962, se proclama el nacimiento de la República Argelina Democrática y Popular, siendo designado como Presidente del Gobierno Provisional, Ferhat Abbas.  El Madani asume el Ministerio de Asuntos Religiosos hasta septiembre de 1963, año en el que, debido a los conflictos en el seno del FLN, Abbas es excluido del FLN y encarcelado en Adrar. Aprobada en referéndum la Constitución que instauraba un régimen de partido único, Ahmed Ben Bella (en árabe, أحمد بن بلة) es elegido primer presidente del país, con casi seis millones de votos. Bajo el mandato de Ben Bella, El Madani se hace cargo del Ministerio de Hacienda hasta el golpe de Estado del coronel Houari Boumédiène (en árabe, هواري بومدين), el 19 de junio de 1965.

### Embajador
A partir de 1965, El Madani comienza una etapa en la que es nombrado Embajador Extraordinario y Plenipotenciario en Bagdad, Teherán y Ankara.  En 1970 asume el mismo cargo en Islamabad.

### Historiador y miembro de la Academia de la Lengua Árabe
Reconocido historiador y miembro de la Academia de la Lengua Árabe desde mayo de 1967, El Madani se une en 1972 al Centro Nacional de Estudios Históricos (CNEH), para el que fotografió y tradujo gran cantidad documentos. Según el historiador Ali Merad, "fue uno de los personajes que contribuyó más activamente al desarrollo del nacionalismo durante el período de entreguerras". Ben Badis, una de las figuras emblemáticas del movimiento reformista musulmán argelino y cofundador, junto a El Madani, de la Asociación de los Ulemas Musulmanes, dijo de él que era “un hombre dotado de obras imperecederas".
Ahmed Taoufik El Madani murió en Argel el 18 de octubre de 1983 tras sufrir un ataque al corazón.

## Publicaciones
Además de sus actividades en el periodismo, donde escribió numerosos artículos y columnas sobre política exterior, El Madani tuvo una prolífera obra de corte histórico y llegó a escribir una obra de teatro, “Hannibal”, destinada a exaltar el sentimiento nacional de Túnez. 
Bibliografía de Al Madani
Con el inicio de la Primera Guerra Mundial, comienza a publicar artículos en el diario argelino ‘El-Farouk’ en el que criticó severamente la política colonial en su intento de demolición de la moral islámica y erradicación de la lengua árabe. En 1920 se une al equipo editorial de la revista ‘El-Fedjr’, y el Destour le encomienda escribir columnas de política exterior en todos los periódicos, en esta etapa destaca el artículo "El Mansour”. En 1922, publicó su primer libro, "El almanaque El Mansour" de 320 páginas, un registro anual de África del Norte con información sobre historia, letras y ciencias. Entre 1922 y 1924 publica, además, tres artículos: “Le combat de l’Irlande” (en árabe, معركة ايرلندا), contra la dominación inglesa, “El Tratado de Sèvres” y “Túnez frente a la Sociedad de Naciones". 
Entre 1924 y 1926, publica “Entre la vida y la muerte" en el periódico ‘El-Islah’, además de varias crónicas de política exterior e interior en la revista ‘Ash-Shihab’. En 1927, escribe su libro "Cartago en cuatro edades, o la historia de África del Norte antes del Islam” y en 1930, por el centenario de la colonización de Argelia, publica su gran obra, "El Libro de Argelia".
En 1937, publicó su libro "Mohamed Osman Pasha, Dey" y en 1941 "Los musulmanes en Sicilia y el sur de Italia". En su etapa en la revista ‘El Bassa'ir’, firma artículos como "Abu Mohammed" y publica el libro "Geografía de Argelia". 
De su estancia en El Cairo, destaca, escrito en 1957, su libro "Voilà l'Algérie", destinado a dar a conocer a Argelia su revolución, su historia y sus objetivos. En julio de 1968 publica "La guerra de los trescientos años entre Argelia y España (1492-1792)".
En 1975 publica el primer volumen de sus memorias, "Una vida de combate", los recuerdos de su infancia hasta 1925. En 1977, se publica la segunda parte, sobre el periodo que corresponde de 1925 hasta 1954.